# Sulinus

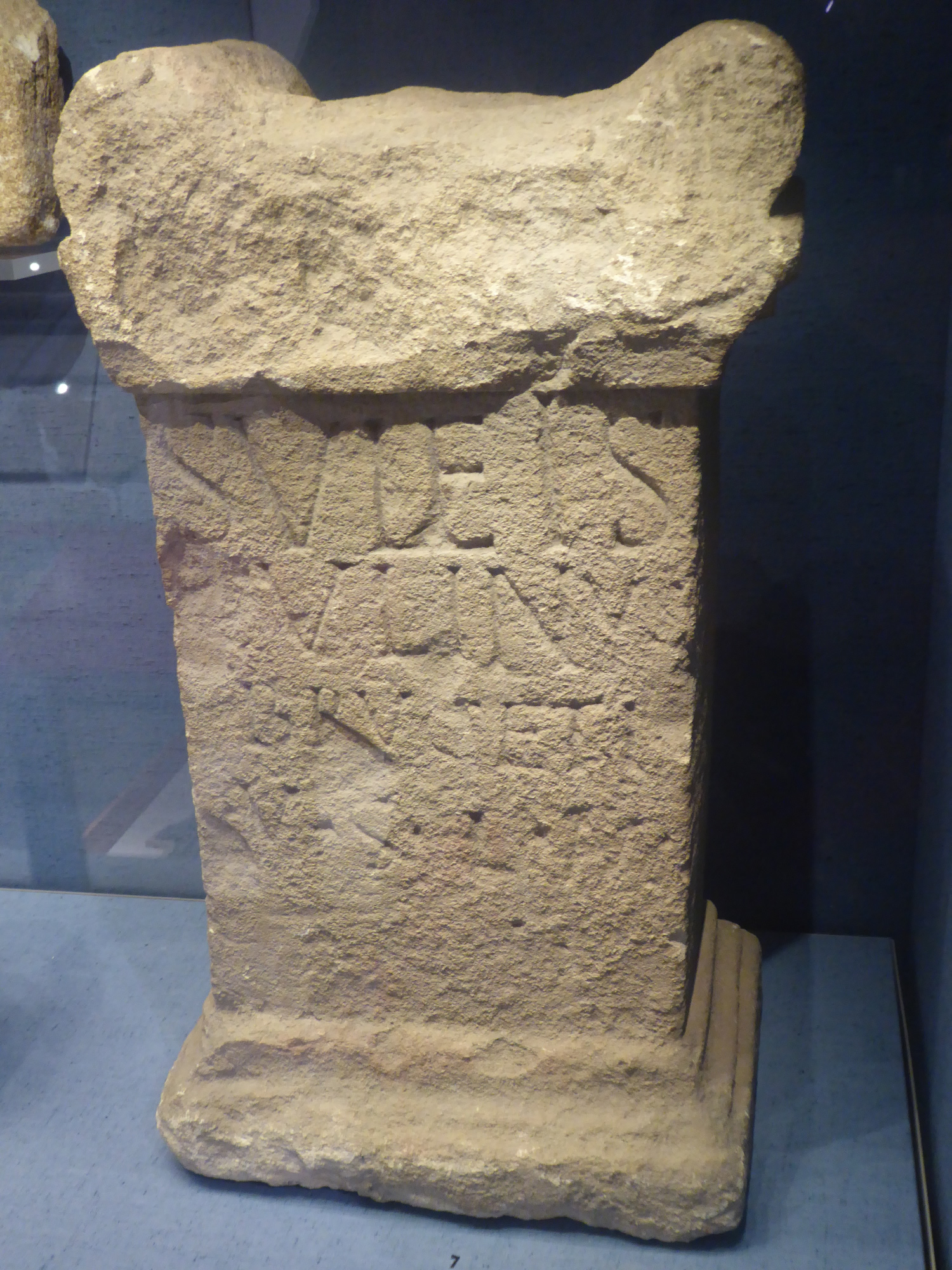
Altar des Sulinus aus Corinium Dobunnorum

Sulinus, Sohn des Brucetus, war ein römischer Bildhauer, der in Britannien wirkte. Er gehört zu den wenigen namentlich bekannten Bildhauern in einer römischen Provinz. Der Name erscheint auf zwei Altären, die in Aquae Sulis (heute Bath) und Corinium Dobunnorum gefunden wurden. Es wird vermutet, dass Sulinus in der letzteren Stadt, für die auch eine Bildhauerwerkstatt angenommen wird, gewirkt hat.
Die Inschrift aus Bath:

„Sulevis / Sulinus / scul(p)tor / Bruceti f(ilius) / sacrum f(ecit) l(ibens) m(erito)“

„Den Suleviae hat Sulinus, Bildhauer, Sohn des Brucetus, dieses heilige Opfer gerne und verdienstvoll gemacht.“

Die Inschrift aus Corinium Dobunnorum:

„Sule(v)is / Sulinus / Bruceti / v(otum) s(olvit) l(ibens) m(erito)“

„Den Suleviae erfühlte Sulinus, (Sohn des) Brucetus, gerne und verdienstvoll sein Gelübde.“